# Vattenhalt

Sammansättning av jord där brunt visar andelen fasta partiklar, blått visar andelen vatten och vitt visar andelen tomrum/luft. Bokstäverna V och m syftar på volym respektive massa.

Vattenhalt är mängden vatten i ett material, exempelvis i jord, sten, keramik eller trä, baserat antingen på volymen eller massan. Egenskapen används inom en lång rad vetenskapliga och tekniska områden. Det beskrivs oftast som en proportion som kan sträcka sig från 0 (helt torr) och uppåt. Jämför också begreppet torrhalt.

## Fukthalt
Fukthalt, vattenhalt eller vatteninnehåll utgörs av den kvantitet vatten som förekommer i ett fast material såsom jord (mark), byggnadsmaterial, matvaror eller textil, samt trä med flera på volumetrisk eller viktsmässig (gravimetrisk) bas. Fukthalt används som begrepp inom många vetenskapliga och tekniska områden, och uttrycks som en andel (kvot) som kan variera från 0 (helt torrt material) till värdet av materialets porositet vid mättnad.
Fukten kan vara närvarande i det fasta materialet som adsorberat vatten vid de inre ytorna eller i form av kapillärt kondenserat vatten i de inre porerna. Vid låga relativa fuktigheter består fukten vid jämvikt i huvudsak av adsorberat vatten. Vid högre relativa fuktigheter blir fritt vatten i porerna mer och mer förekommande beroende på porstrukturen.
Volumetrisk fukthalt, θ, definieras matematiskt såsom
{\displaystyle \theta ={\frac {V_{w}}{V_{T}}}}
där {\displaystyle V_{w}} betecknar volymen för vatten och {\displaystyle V_{T}=V_{b}+V_{v}=V_{b}+V_{w}+V_{a}} betecknar totala volymen (såsom bulkmaterialets reella volym (till exempel vedvolym) + vattenvolym + tomrum).
Fukthalten kan också uttryckas på viktsbasis (massbasis eller gravimetrisk bas). Den viktsbaserade fukthalten (FH) definieras sålunda
{\displaystyle FH={\frac {m_{w}}{m_{b}}}={\frac {m_{w}}{(m_{TS}+{m_{w}})}}}
där {\displaystyle m_{w}} är vattnets massa, {\displaystyle m_{b}} är bulkmaterialets (fuktiga) massa och {\displaystyle m_{TS}} är torrsubstansens massa.
Ibland refereras till fuktkvot (FK), som anger mängden fukt i ett material per mängd torrsubstans, d.v.s.
{\displaystyle FK={\frac {m_{w}}{m_{TS}}}}
Fuktkvoten kan härvid bli större än 1 (100 %) och fuktkvoten 1 motsvarar alltså fukthalten 0,50 (50 %). Sambandet mellan fukthalt och fuktkvot kan skrivas
{\displaystyle FH={\frac {FK}{(1+{FK})}}}  respektive  {\displaystyle FK={\frac {FH}{(1-{FH})}}}
Fukthalten (FH) relaterar naturligtvis till ämnets torrhalt eller torrsubstanshalt (TH) enligt 
{\displaystyle FH+TH=1}